# 274P/Tombaugh-Tenagra
274P/Tombaugh-Tenagra, komet Jupiterove obitelji.